# Патус-ди-Минас (микрорегион)

Патус-ди-Минас на карте.

Патус-ди-Минас (порт. Microrregião de Patos de Minas) — микрорегион в Бразилии, входит в штат Минас-Жерайс. Составная часть мезорегиона Триангулу-Минейру-и-Алту-Паранаиба. 
Население составляет 	253 241	 человек (на 2010 год). Площадь — 	10 735,201	 км². Плотность населения — 	23,59	 чел./км².

## Демография
Согласно сведениям, собранным в ходе переписи 2010 г. Национальным институтом географии и статистики (IBGE), население микрорегиона составляет:						
| Полное население                             | Полное население                             | Полное население                             | Полное население                             | 253 241 |
| -------------------------------------------- | -------------------------------------------- | -------------------------------------------- | -------------------------------------------- | ------- |
| в том числе:                                 | Городское население                          | 220 733                                      | Процент городского населения, %              | 87,16   |
|                                              | Сельское население                           | 32 508                                       | Процент сельского населения, %               | 12,84   |
|                                              | Мужское население                            | 126 014                                      | Процент мужского населения, %                | 49,76   |
|                                              | Женское население                            | 127 227                                      | Процент женского населения, %                | 50,24   |
| Плотность населения, чел/км²                 | Плотность населения, чел/км²                 | Плотность населения, чел/км²                 | Плотность населения, чел/км²                 | 23,59   |
| Население микрорегиона в % к населению штата | Население микрорегиона в % к населению штата | Население микрорегиона в % к населению штата | Население микрорегиона в % к населению штата | 1,29    |

## Статистика
- Валовой внутренний продукт на 2003 год составляет 1 536 996 387,00 реалов (данные: Бразильский институт географии и статистики).
- Валовой внутренний продукт на душу населения на 2003 год составляет 6262,51 реалов (данные: Бразильский институт географии и статистики).
- Индекс развития человеческого потенциала на 2006 год составляет 0,812 (данные: Программа развития ООН).

## Состав микрорегиона
В составе микрорегиона включены следующие муниципалитеты:
1. Арапуа
2. Карму-ду-Паранаиба
3. Гимарания
4. Лагоа-Формоза
5. Матутина
6. Патус-ди-Минас
7. Риу-Паранаиба
8. Санта-Роза-да-Серра
9. Сан-Готарду
10. Тирус